# Bobea
Bobea é um género botânico pertencente à família Rubiaceae.